# Y Bih Aleo
Y Bih Aleo (1901-1987) sinh ra tại Buôn Niêng, xã Ea Nuôl, thị xã Buôn Ma Thuột (nay là xã Ea Nuôl, huyện Buôn Đôn). Ông là một trí thức người Êđê. Được người Pháp đào tạo tại trường tiểu học Pháp–Đê tại Buôn Ma Thuột. Tham gia phong trào đấu tranh do Y Jut và Y Ut, lãnh đạo chống lại người Pháp. Sau đó làm thông ngôn cho Pháp, đi lính khố xanh lên đến Tiểu đoàn trưởng Bảo an binh. Làm cai đội trong thời gian này ông đã gặp một số tù nhân trong tù, được họ cảm hóa.
Sau cuộc đảo chính ngày ngày 9 tháng 3 năm 1945 của Nhật, ông theo phía Việt Minh. Khi Nhật đầu hàng, cùng một số nhân sỹ hô hào dân chúng Thượng chiếm đóng các cơ sở hành chánh và quân sự của Pháp do Nhật để lại và tham gia những ủy ban hành chánh lâm thời. Tiểu đoàn Cứu Quốc Quân Đắk Lắk do ông chỉ huy, đã tham gia nhiều trận đánh lớn trên cao nguyên.
Năm 1946 quân Pháp lần lượt chiếm lại những thành phố và thị xã lớn trên Tây Nguyên. Ông bị bắt vì theo Việt Minh, tuyên án và ở tù. Khi ra tù trở về buôn làng, được Pháp trọng dụng trở lại vì thiếu người.
Tháng 10-1960 thành lập Phong trào dân tộc tự trị Tây Nguyên, Y Bih Aleo lãnh đạo Phong trào này, cũng là một bộ phận của Mặt trận dân tộc giải phóng miền nam Việt Nam. Sau đó làm phó chủ tịch Mặt Trận Giải Phóng Miền Nam.
Sau năm 1975, làm công tác Mặt trận tại Tây Nguyên.
Ông qua đời ngày 20 tháng 1 năm 1987 . Y Bih Aleo đã được trao tặng nhiều phần thưởng cao quý: Huân chương Độc lập hạng nhất; Huân chương kháng chiến chống Pháp hạng nhất; Huân chương kháng chiến chống Mỹ hạng nhất; Huân chương Đại đoàn kết. Tên ông đã được đặt cho một con đường ở  các thành phố Buôn Ma Thuột, Gia Nghĩa.